# Ponta Gu Ilo
Der Ponta Gu Ilo ist ein Kap in der osttimoresischen Aldeia Leopa (Suco Dato, Gemeinde Liquiçá). Es markiert das östliche Ende des historischen Zentrums von Vila de Liquiçá. Östlich mündet der Gularkoo in die Straße von Ombai, westlich der Laklo. Dahinter befindet sich das Kap Ponta Sia Ilo.